# 彰化—高雄高架橋

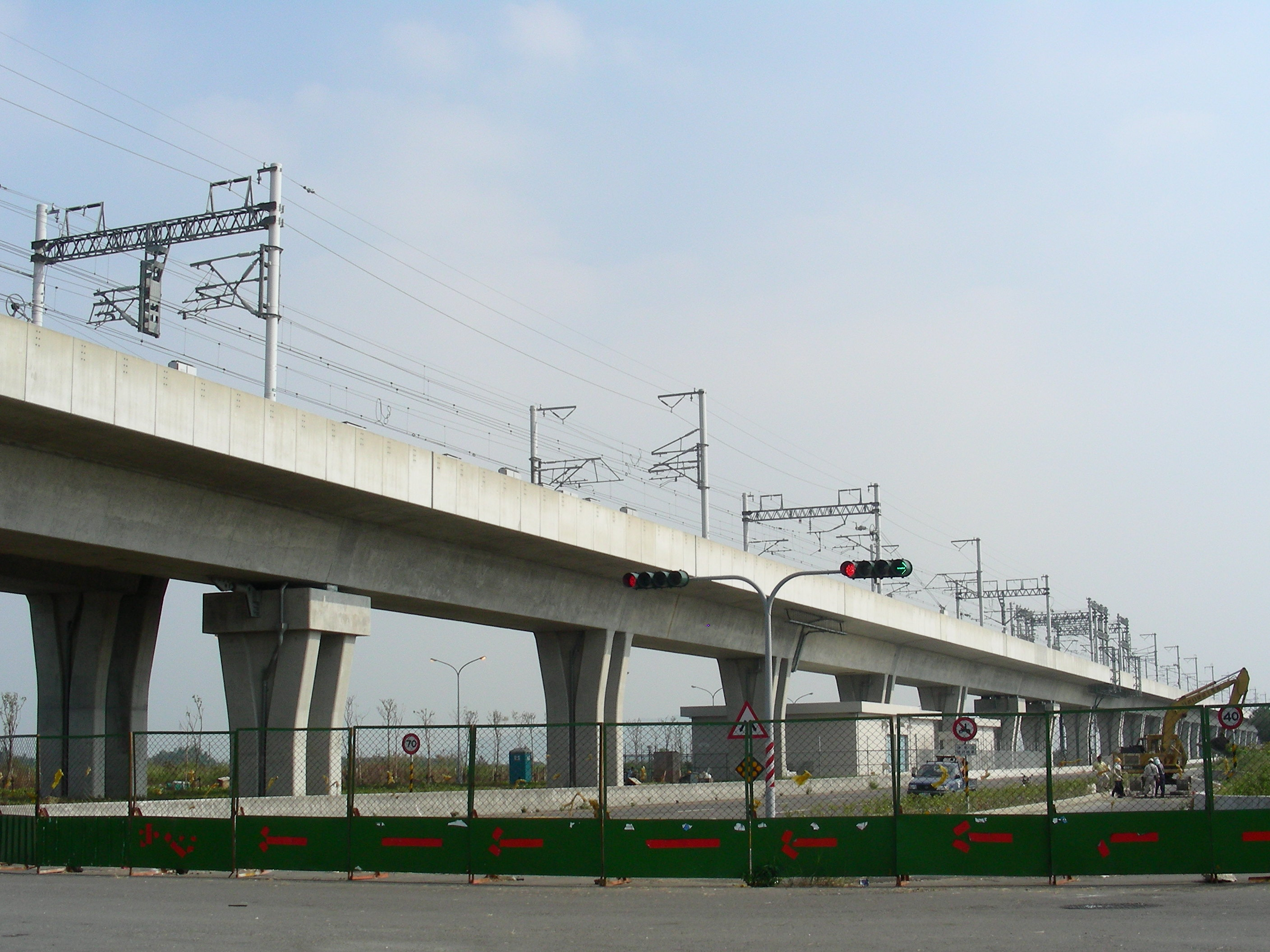
高鐵台南段景觀：台灣高鐵自八卦山隧道以南至左營站之路段，皆以高架橋方式興建。

彰化－高雄高架橋是台灣高鐵路網重要部分，總長約157.39公里，2004年結構成型，2007年隨同台灣高鐵通車，在2012年12月之前，已運載2億多位旅客。本橋樑在2004年建成時為世界最長橋樑，2010年之後退居世界第2名，僅次京滬高鐵丹昆特大橋。

## 位置
該橋北起彰化縣八卦山，行經彰化縣、雲林縣、嘉義縣、臺南市及高雄市，南迄高雄市左營區。